# Оторово (Куявсько-Поморське воєводство)
Оторово (пол. Otorowo, нім. Otteraue) — село в Польщі, у гміні Солець-Куявський Бидґозького повіту Куявсько-Поморського воєводства.
Населення — 351 особа (2011).
У 1975-1998 роках село належало до Бидгощського воєводства.

## Демографія
Демографічна структура станом на 31 березня 2011 року:
|          | Загалом | Допрацездатний вік | Працездатний вік | Постпрацездатний вік |
| -------- | ------- | ------------------ | ---------------- | -------------------- |
| Чоловіки | 177     | 52                 | 114              | 11                   |
| Жінки    | 174     | 41                 | 114              | 19                   |
| Разом    | 351     | 93                 | 228              | 30                   |